# ISO/IEC 15504

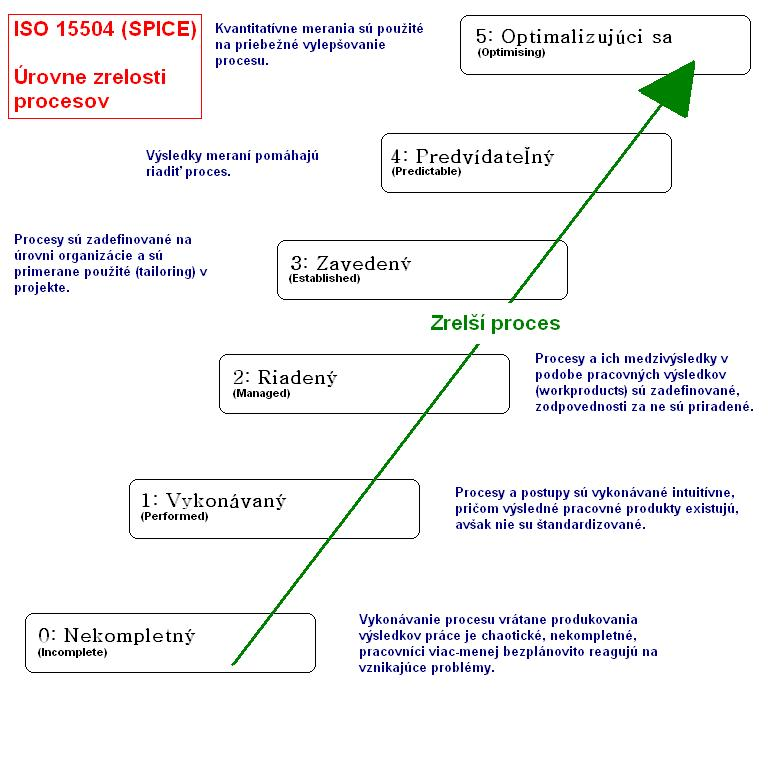
Normas ISO, Ingeniería de software

El ISO/IEC 15504, también conocido como Software Process Improvement Capability Determination, abreviado SPICE, en español, «Determinación de la Capacidad de Mejora del Proceso de Software» es un modelo para la mejora, evaluación de los procesos de desarrollo, mantenimiento de sistemas de información y productos de software.

## Historia
El proyecto SPICE fue creado bajo los auspicios del Comité Internacional de estándares de Ingeniería de Software y Sistemas a través de su Grupo de Trabajo sobre Evaluación de proceso (WG10). 
En 1992, el informe del grupo de estudio dijo que:
“...la comunidad internacional debería poner recursos para desarrollar un estándar para la evaluación de procesos software, incorporando lo mejor de los métodos de evaluación de procesos existentes.” 
ISO decidió entonces se hiciera el desarrollo por pasos de un estándar para la evaluación de procesos. Los pasos fueron los siguientes:
1. Publicación inicial como Informe Técnico ‘Technical Report’ (“borrador de estándar”) para que después de su uso real pasase a
2. Revisión y publicación como estándar internacional IS ISO/IEC 15504 – Tecnologías de la Información – Evaluación de Procesos (‘ISO/IEC 15504 – Information Technology – Process Assessment’).

Las siglas SPICE significan: Software Process Improvement and Capability Determination, es decir, 
Determinación de la capacidad y mejora de los procesos de software.
El proyecto SPICE tenía tres objetivos principales:
- Desarrollar un borrador de trabajo para un estándar de evaluación de procesos de software.
- Llevar a cabo los ensayos de la industria de la norma emergente.
- Promover la transferencia de tecnología de la evaluación de procesos de software a la industria del software a nivel mundial.

El primer objetivo del proyecto se logró en junio de 1995, con la entrega del borrador de trabajo de la norma para la evaluación de procesos de software al WG10 para su votación entre la comunidad de estandarización internacional. El Borrador de Trabajo se denominaba comúnmente como el conjunto de documentos SPICE (o SPICE Versión 1).
Este primer borrador se basó en modelos existentes en aquel momento.
Los ensayos de estos primeros documentos SPICE han sido el foco del proyecto SPICE durante el período 1994 a 1998. Fue entonces, en 1998 cuando se publicó la primera familia de estándares ISO TR 15504.
En aquel momento se comenzó a trabajar en la versión "Internacional Standard" de la norma, y desde 2006 está completamente publicado, exceptuadas las partes nuevas que se estén produciendo.
En marzo de 2003, el proyecto SPICE se cerró oficialmente. La Red SPICE se estableció posteriormente con el encargo de seguir coordinando las actividades de la comunidad SPICE. La Red de SPICE está formalmente organizada por el ‘The Spice User Group’ (www.spiceusergroup.org). 
En este momento se efectúan actividades promocionales que se realizan a través de la Conferencia Internacional Anual SPICE y la publicación de artículos y libros.
Con el fin de apoyar la excelencia y la coherencia de la formación de los evaluadores, el proyecto SPICE también desarrolló y lanzó un Plan de Estudios de formación de los evaluadores SPICE que es utilizado actualmente por el Esquema de Registro Internacional de Evaluadores (IntRSA) – www.intrsa.org. En el capítulo de ‘Roles’ se desarrollan los detalles de cualificación y responsabilidades de diferentes roles que se necesitan en los procesos de evaluación y/o mejora.

## Características
Establece un marco y los requisitos para cualquier fase de evaluación de procesos y proporciona requisitos para los modelos de evaluación de estos.
Proporciona también requisitos para cualquier modelo de evaluación de organizaciones.
Proporciona guías para la definición de las competencias de un evaluador de procesos.
Actualmente tiene 10 partes: de la 1 a la 7 completas y de la 8 a la 10 en fase de desarrollo.
Comprende: evaluación de procesos, mejora de procesos, determinación de capacidad.
Proporciona, en su parte 5, un Modelo de evaluación de procesos para las fases de ciclo de vida del software definidos en el estándar ISO/IEC 12207 que define los procesos del ciclo de vida del desarrollo, mantenimiento y operación de los sistemas de software.
Proporciona, en su parte 6, un Modelo de evaluación de procesos para las etapas de ciclo de vida del sistema, definidos en el estándar ISO/IEC 15288 que define los procesos del ciclo de vida del desarrollo, mantenimiento y operación de sistemas.
Proporcionará, en su parte 8, un Modelo de evaluación de procesos para los procesos de servicios TIC que serán definidos en el estándar ISO/IEC 20000-4 que definirá los procesos contenidos en la norma ISO/IEC 20000-1.
Equivalencia y compatibilidad con CMMI. ISO forma parte del panel elaborador del modelo CMMI y SEI mantiene la compatibilidad y equivalencia de esta última con 15504. Sin embargo CMMI-DEV aún no es un modelo conforme con esta norma (según lo requiere la norma ISO 15504 para todo modelo de evaluación de procesos).

## Dimensiones
Tiene una arquitectura basada en dos dimensiones: de proceso y de capacidad de proceso.
Define que todo modelo de evaluación de procesos debe definir:
- la dimensión de procesos: el modelo de procesos de referencia (dimensión de las abscisas)
- la dimensión de la capacidad: niveles de capacidad y atributos de los procesos.
Los niveles de capacidad para todo modelo de evaluación de procesos pueden tener desde el 0 y al menos hasta el nivel 1
de los siguientes niveles de capacidad estándar:
- Nivel 0: Incompleto
- Nivel 1: Realizado
- Nivel 2: Gestionado
- Nivel 3: Establecido
- Nivel 4: Predecible
- Nivel 5: En optimización

Para cada nivel existen unos atributos de procesos estándar que ayudan a evaluar los niveles de capacidad.

## ISO/IEC 15504 - 5 modelo de evaluación de procesos de ciclo de vida de software
Por ejemplo, el modelo de evaluación de procesos de software, contenido en la Parte 5 de la Norma ISO/IEC 15504 define el Modelo de procesos de referencia como los procesos contenidos en la norma ISO/IEC 12207 Amd1/Amd2, que contienen tres categorías de procesos y cada una con diferentes grupos de procesos: 

### Dimensión procesos
Procesos Primarios:
- ACQ: Procesos de Cliente
- SPL: Procesos de Proveedor
- ENG: Ingeniería
- OPE: Procesos de operación

Procesos de soporte
- SUP: Soporte

Procesos de organización
- MAN: Procesos de Gestión
- REU: Procesos de Recursos humanos
- RIN: Procesos de Infraestructura
- PIM: Procesos de mejora de procesos

### Dimensión de la capacidad
La dimensión de capacidad del modelo de evaluación de procesos de software de la Parte 5 define un conjunto completo de indicadores para todos los atributos de procesos correspondientes a la escala de los 6 niveles de capacidad de la Parte 2 de la norma.

## ISO/IEC 15504-6 modelo de evaluación de procesos de ciclo de vida de sistema
El modelo de evaluación de procesos de la parte 6 contiene otro Modelo de procesos de referencia (para sistemas), incluyendo indicadores para evaluar los atributos de estos procesos correspondientes a la escala de los 6 niveles de capacidad de la Parte 2 de la norma.

## Otros modelo de evaluación de procesos
El modelo de evaluación de procesos de AutomotiveSPICE no es norma ISO, pero es un modelo conforme con los requisitos de parte de la ISO/IEC 15504 - para todo modelo de evaluación de procesos)..

## Automotive SPICE
El 21 de agosto de 2005 el Special Interest Group (SIG), un grupo de trabajo de la industria del automóvil (con representación de AUDI, BMW, Daimler, Fiat, Ford, Jaguar, Land Rover, Porsche, Volkswagen y Volvo Car) creó una versión específica de SPICE para la particularidades de la industria del automóvil denominado Automotive SPICE. El contenido así como los métodos de evaluación no se diferencian de forma sustancial del ISO/IEC 15504. Se añadieron algunos procesos (que en ISO/IEC 15504) estaban agrupados y se adaptó la terminología a la industria automovilística.
Este estándar es el que actualmente utilizan los miembros del SIG para evaluar y comparar sus proveedores de software, por ello su transcendencia entre los proveedores del sector del automóvil. El nivel que normalmente demandan las empresas automovilísticas de sus proveedores electrónicos es el Nivel 3.